# Новочунка (посёлок)
Новочунка — посёлок, административный центр Новочунского муниципального образования Чунского района Иркутской области.

## Географическое положение
Поселок находится в 20 км к западу от районного центра поселка Чунский, прилегая к с обеих сторон к железной дороге Тайшет-Лена.

## Климат
Климат резко континентальный, характеризуется резкими колебаниями суточных и годовых температур воздуха, суровой, продолжительной зимой и жарким коротким летом. Средняя температура в январе минус 19°С, в июле плюс 18°С; среднегодовое число осадков 407,7 мм, число дней со снежным покровом 176, продолжительность безморозного периода 70-80 дней. В декабре температура достигает до минус 53°С, летом плюс 37°С. Амплитуда колебания её составляет в среднем 85°С. Продолжительность безморозного периода наиболее велика в долине р. Чуна (90-94 дня), где последний весенний и первый осенний заморозки приходятся на начало июня и сентября. Годовое количество осадков составляет от 377 до 478 мм, 75-80 % годовой суммы осадков фиксируется в июле-августе, минимум — в марте. Высота снежного покрова достигает 40-50 см. Многолетняя мерзлота мощностью до 15 м распространена в виде редких островов и линз в днищах распадков, падей, на заболоченных участках долин рек.

## История
После войны 1941—1945 гг. возобновилось строительство Байкало-Амурской магистрали. Начиналась она в Тайшете и строили ее в основном узники ОЗЕРЛАГа, на 117 километре было дислоцировано второе лагерное отделение ОЗЕРЛАГа во главе с начальником Дукельским. Этот маленький островок огромного «Архипелага ГУЛАГ» и стал впоследствии поселком Новочунка. Жители 117- го километра называли свой поселок «городок». Строили дорогу заключенные и военнопленные японцы, которые заготавливали лес и прокладывали железнодорожное полотно. В 1945—1956 на станции Новочунка работали спецгоспитали для военнопленных. Также в посёлке имелись школа кинологов, бараки для сотрудников лагеря системы НКВД СССР.
В 1947 году здесь образовался леспромхоз, который просуществовал 55 лет. В 1958 основана станция Новочунка (на 117-м км железнодорожной магистрали «Тайшет-Лена»). В начале марта 1965 было организовано Новочунское СМУ. В 1970 году в Новочунке проживало 2964 человека. К началу нового 1966 учебного года были сданы в эксплуатацию три двухэтажных корпуса школы с интернатом и мастерскими, а в начале лета 1973 — здание КБО (комбинат бытового обслуживания). В канун нового 1974 года вступил в строй действующий больничный комплекс со стационаром на 35 коек. С 1979 по 1983 в Новочунке были построены межшкольный комбинат и гараж к нему, три магазина — хлебный, ученических товаров и книжный, кондитерский цех, цех газированной воды, овощехранилище, баня, наркологический корпус, музыкальная школа, 36 двухквартирных домов и проч.

## Население
| 2002 | 2010  | 2011  | 2012  |
| ---- | ----- | ----- | ----- |
| 2247 | ↘1797 | ↘1787 | ↘1717 |

Национальный состав: русские — 92 % (2002 год).